# Tianjin Seagull
Tianjin Seagull Watch Group Co. Ltd. (chinesisch 天津中鸥表业集团有限公司) ist ein chinesisches Unternehmen und der weltweit größte Produzent von mechanischen Uhrwerken mit einer Produktionsmenge von 3,7 Mio. Kalibern (2010) sowie ein bedeutendes Unternehmen für Präzisionsmechanik in China.

## Geschichte
Das Unternehmen wurde 1955 als Tianjin Watch Factory gegründet und spezialisierte sich ursprünglich auf die Reparatur von mechanischen Uhrwerken. Daneben produzierte es in Kleinserien Uhren, die unter den Markennamen WuXing (1955–1958) und später WuYi (1958–1966) vertrieben wurden. Der Durchbruch kam 1961 mit dem Auftrag der chinesischen Luftwaffe, einen Chronographen zu bauen. Ab 1966 wurden die Uhren unter der Bezeichnung Dong Feng (Ostwind) vertrieben.
Im Jahr 1974 wurde der Markenname für die Uhren aus eigener Produktion in Sea-Gull geändert und die Exporttätigkeit aufgenommen. Der Erfolg stellte sich jedoch erst nach der Quarzkrise ein, als Ende der 1980er-Jahre die Nachfrage nach mechanischen Uhrwerken wieder zu steigen begann. Die Produktion von Uhrwerken entwickelte sich in der Folge zum wichtigsten Umsatzpfeiler des Unternehmens mit einem weltweiten Marktanteil von rund 25 %. Daneben wird aber nach wie vor das ganze Spektrum von Armbanduhren bis zu Turmuhren hergestellt.
2010 wurde ein neues Verwaltungsgebäude und ein neuer Produktionsstandort am Flughafen Tianjin bezogen.

## Produkte
Die Uhrenmanufaktur produziert sämtliche Bestandteile ihrer Uhren mit Ausnahme der Rohmaterialien selbst. Im Jahr 2006 wurde der erste Doppel-Tourbillon, bestehend aus zwei unterschiedlich gelagerten fliegenden Tourbillons, eingeführt. Zu den Spezialitäten der Manufaktur gehören auch Komplikationen wie Ewiger Kalender oder Kaliber mit Minutenrepetition.
Im Jahr 2011 wurden unter anderem ein Automatik-Kaliber mit Mikrorotor, ein Orbital-Tourbillon sowie ein Automatikwerk mit lediglich 2,5 mm Dicke vorgestellt.
Anlässlich der jährlich stattfindenden Uhrenmesse Baselworld wurde Tianjin Seagull mehrfach der Verletzung von Urheber- oder Markenrechten bezichtigt. Diesbezügliche Klagen durch konkurrierende Uhrenhersteller  erwiesen sich jedoch bisher stets als nicht substantiiert und wurden abgelehnt.

## Aktuelle Uhrwerke von Tianjin Seagull (Auswahl)
| Bezeichnung   | Durchmesser × Höhe (mm) | Halbschwingungen pro Stunde | Beschreibung                                          |
| ------------- | ----------------------- | --------------------------- | ----------------------------------------------------- |
| ST6           | mehrere Varianten       | 21.600                      | günstiges, sehr einfach gearbeitetes Automatikwerk    |
| ST17 / TY27XX | 25,6 × 3,6              | 21.600                      | Automatik                                             |
| ST18 / TY2661 | 25,6 × 3,6              | 28.800                      | Automatik                                             |
| ST19 / TY29XX | 31,3 × 6,25             | 21.600                      | Schaltrad-Chronograph, Minutenzähler, Handaufzug      |
| ST21 / TY2130 | 25,6 × 4,6              | 28.800                      | Automatik, Nachbau des ETA 2824-2                     |
| ST25 / TY25XX | 30,4 × 7,4              | 21.600                      | Automatik, erweiterbar mit zahlreichen Komplikationen |
| ST36 / TY36XX | 36,4 × 4,6              | 21.600                      | Handaufzug, als Lépine und Savonnette verfügbar       |
| ST80 / TY80XX | 30 × 5                  | 21.600                      | Fliegender Karussell-Tourbillon, Handaufzug           |

Quelle:

## Galerie

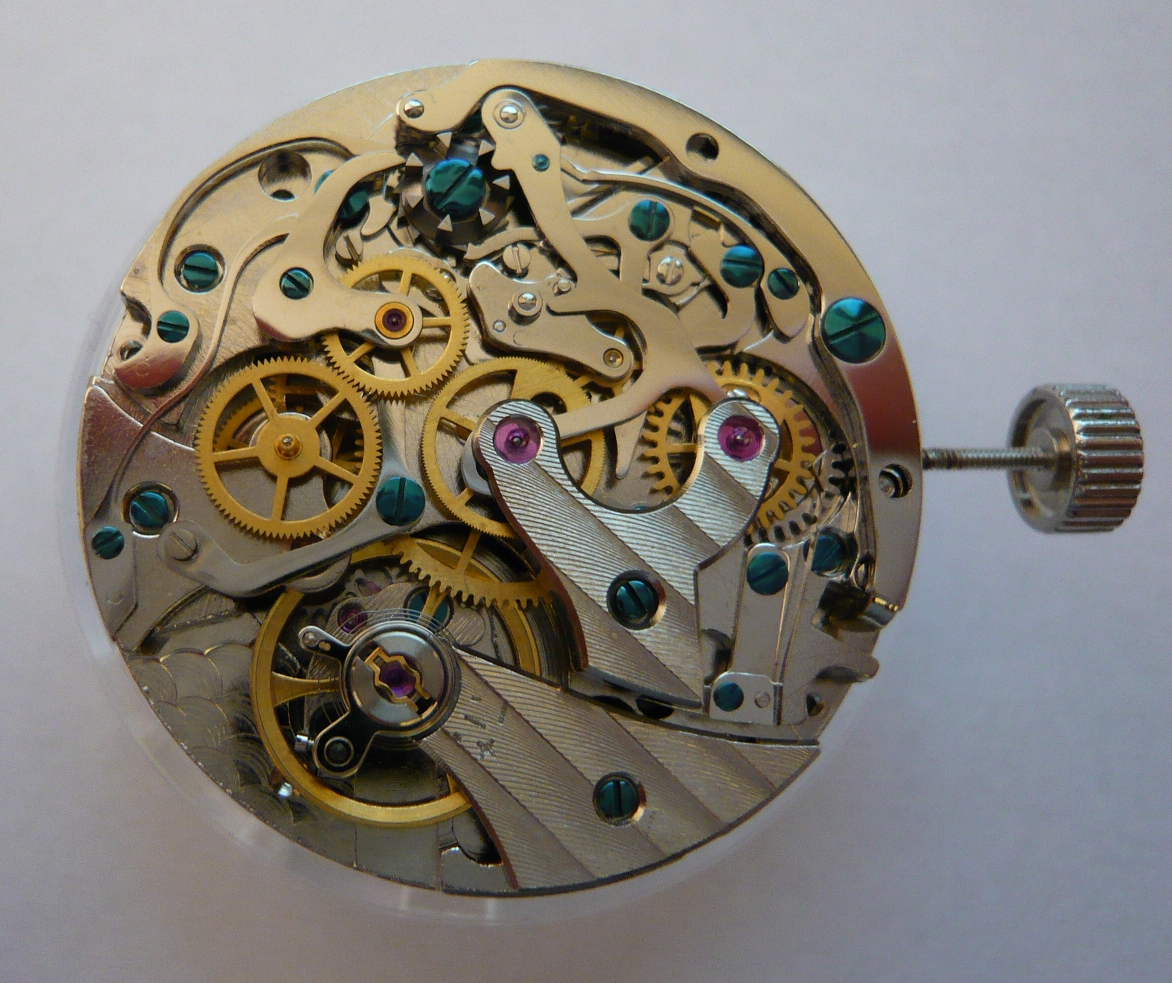
Chronographen-Uhrwerk der Tianjin Seagull Watch Group
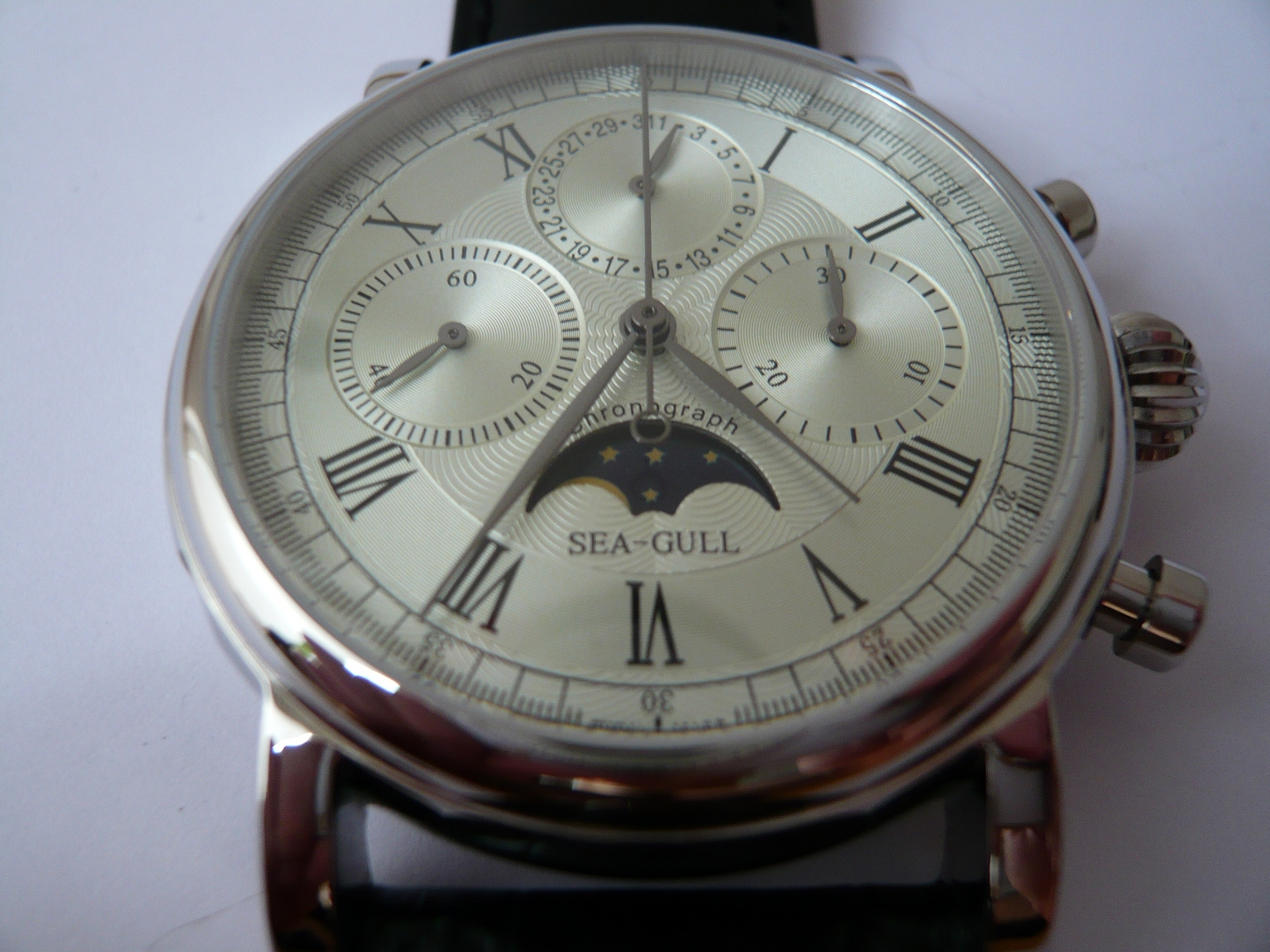
Armbanduhr der Marke Sea-Gull